# Мензі Масуку
Мензі Масуку (англ. Menzi Masuku; нар. 15 квітня 1993, Дурбан) — південноафриканський футболіст, нападник клубу «Голден Ерроуз».
Виступав, зокрема, за клуби «Динамос», «Роузес Юнайтед» та «Джомо Космос».

## Клубна кар'єра
У дорослому футболі дебютував 2012 року виступами за команду клубу «Динамос», в якій провів один сезон, взявши участь лише у 10 матчах чемпіонату. 
Своєю грою за цю команду привернув увагу представників тренерського штабу клубу «Роузес Юнайтед», до складу якого приєднався 2013 року. Відіграв за команду лише один матч.
2013 року уклав контракт з клубом «Джомо Космос», у складі якого провів наступний рік своєї кар'єри гравця. 
До складу клубу «Орландо Пайретс» приєднався 2014 року. Відіграв за команду з передмістя Йоганнесбурга 19 матчів у національному чемпіонаті.
Надалі захищав кольори наступних команд «Чіппа Юнайтед», «Блумфонтейн Селтік» та «Роял АМ».
З 2025 року є гравцем клубу «Голден Ерроуз».

## Виступи за збірні
2016 року захищав кольори олімпійської збірної ПАР. У складі цієї команди провів 3 матчі. У складі збірної — учасник футбольного турніру на Олімпійських іграх 2016 року у Ріо-де-Жанейро.
2016 року дебютував в офіційних матчах у складі національної збірної ПАР. Провів у формі головної команди країни 4 матчі, забивши 2 голи.